# Spotkanie w Wiedniu
Spotkanie w Wiedniu (ang. Reunion in Vienna) – amerykański film z 1933 roku w reżyserii Sidneya Franklina.

## Obsada
- John Barrymore
- Diana Wynyard
- Frank Morgan
- Henry Travers
- May Robson
- Una Merkel

## Nagrody i nominacje
| Nazwa nagrody | Wygrane            | Nominacje                               |
| ------------- | ------------------ | --------------------------------------- |
| Oscar         | 1934 bez rezultatu | 1934 Najlepsze zdjęcia George J. Folsey |